# Asplenium mae
Asplenium mae är en svartbräkenväxtart som beskrevs av Ronald Louis Leo Viane och Reichst. Asplenium mae ingår i släktet Asplenium och familjen Aspleniaceae. Inga underarter finns listade.